# Brooks Nunatak
Brooks Nunatak är en nunatak i Antarktis. Den ligger i Västantarktis. Argentina, Chile och Storbritannien gör anspråk på området. Toppen på Brooks Nunatak är 1 617 meter över havet.
Terrängen runt Brooks Nunatak är huvudsakligen lite kuperad. Trakten är obefolkad. Det finns inga samhällen i närheten. 